# Conirostrum albifrons
Figuinha-de-barrete ou figuinha-coroada (Conirostrum albifrons) é uma espécie de ave da família Fringillidae.
Pode ser encontrada nos seguintes países: Bolívia, Colômbia, Equador, Peru e Venezuela.
Os seus habitats naturais são: regiões subtropicais ou tropicais húmidas de alta altitude e florestas secundárias altamente degradadas.